# Cacopsylla fatsiae
Cacopsylla fatsiae är en insektsart som först beskrevs av Jensen 1957.  Cacopsylla fatsiae ingår i släktet Cacopsylla och familjen rundbladloppor. Inga underarter finns listade i Catalogue of Life.